# النشاط البركاني في إيطاليا

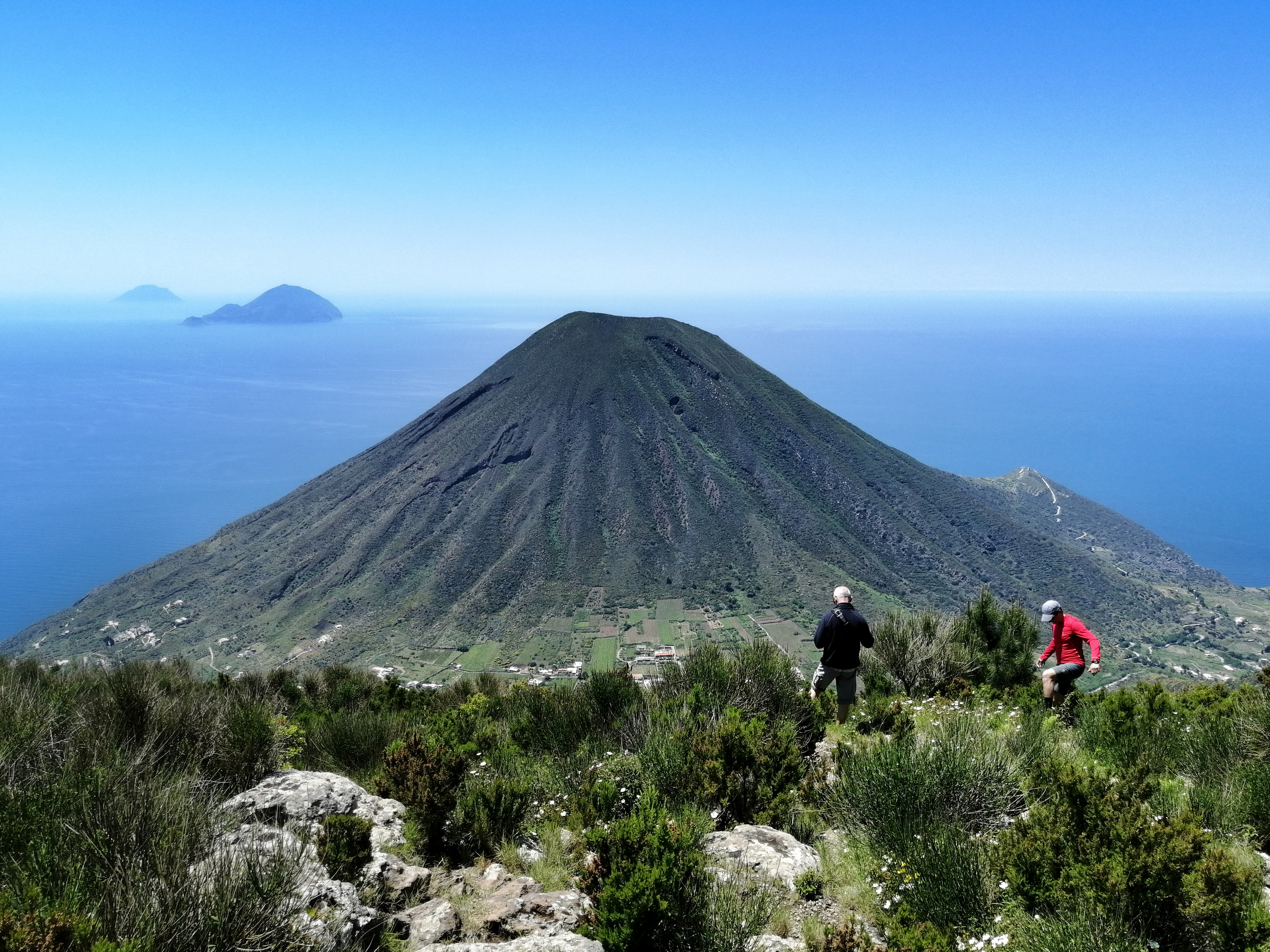
أحد البراكين المحمية في إيطاليا.

تصنف إيطاليا بكونها بلداً ذات نشاط بركاني، حيث تحتوي على براكين نشطة فقط في أوروبا القارية. يرجع النشاط البركاني في البلاد أساساً إلى وجودها على بعد مسافة قصيرة إلى الجنوب من الحدود بين الصفيحة الأوروآسيوية و الصفيحة الأفريقية. يعتقد بأن أصل حمم براكين إيطاليا يعود إلى تصاعد الصخور الذائبة و الناجم من من اندساس صفيحة تحت الأخرى.يوجد 14 بركانًا في إيطاليا ثلاثة منها نشطة: إتنا وسترومبولي وفيزوف. يعد فيزوف البركان النشط الوحيد في البر الأوروبي الرئيسي ويشتهر بتدميره لمدينتي بومبي وهركولانيوم. تشكلت العديد من التلال والجزر جرّاء النشاط البركاني كما لا تزال هناك كالديرا كبيرة نشطة هي «كامبي فليغري» شمال غرب نابولي.